# 트럼프-우크라이나 스캔들

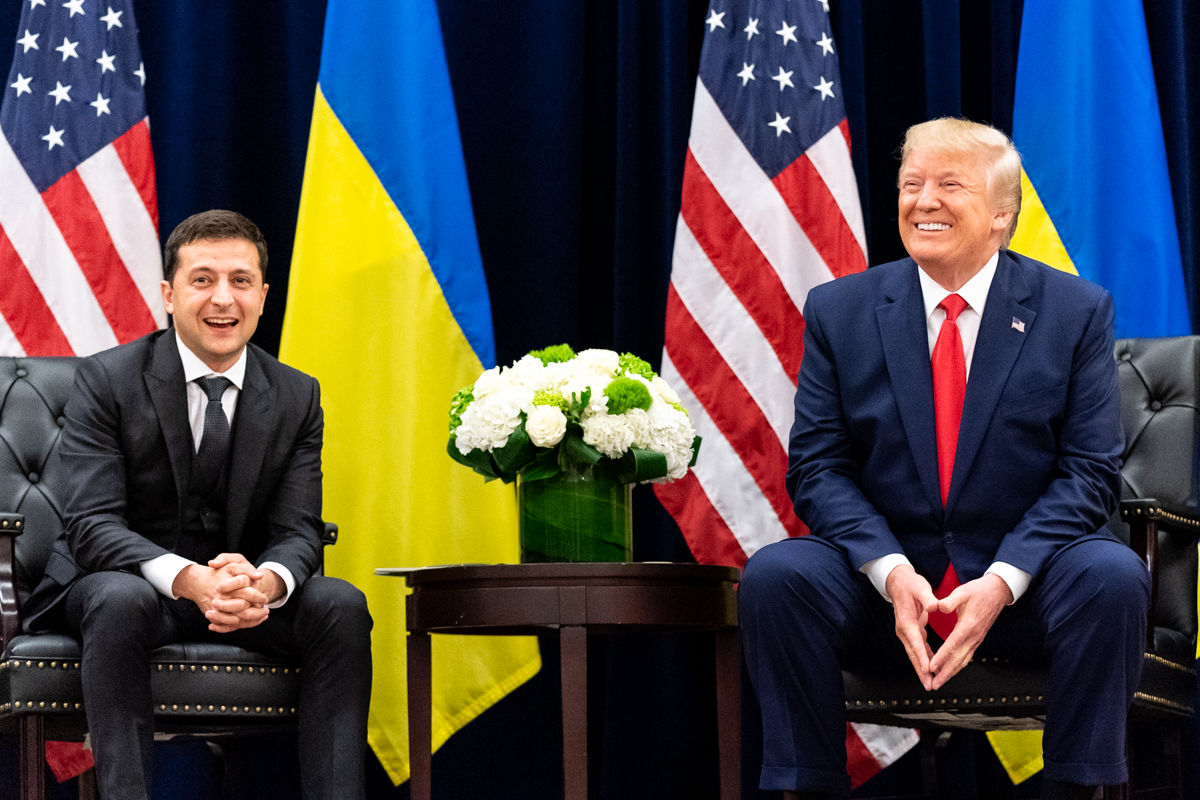

트럼프 우크라이나 스캔들(영어: Trump–Ukraine scandal)은 2019년에 도널드 트럼프 미국 대통령이 우크라이나 정부를 압박해 민주당 유력 대선 주자였던 조 바이든 전 부통령의 차남에 대한 표적수사를 시도했다는 스캔들이다. 트럼프 대통령은 이로 인해 결국 하원에서 탄핵 소추되었다,
전직 미국 부통령이자 2020년 미국 대통령 선거 출마를 목표로 한 조 바이든의 차남인 헌터 바이든은 2014년에서 2019년까지 우크라이나의 천연 가스 회사인 부리스마 홀딩스의 이사를 역임했다. 이 회사는 2016년까지 어떤 문제로 우크라이나 검찰의 수사 대상이었지만, 아버지인 바이든 부통령이 우크라이나를 방문했을 때 이 나라의 검찰총장을 해임하는 것을 요구하였으며, 우크라이나 의회는 법무 장관을 파면하였다. 회사는 검찰의 추궁을 피할 수 있었다.
2019년 7월 25일, 도널드 트럼프 대통령은 우크라이나에 대한 군사 지원을 진행하고 있는 시기에 우크라이나의 볼로디미르 젤렌스키 대통령과 전화 회담을 하였다. 트럼프는 비밀리에 바이든 부모와 자식이 우크라이나에서의 활동에 대해 수사할 것을 요청했지만, 같은 해 8월경 회담의 내용이 내부 고발로 인해 밝혀졌다. 낸시 펠로시 하원의장을 비롯한 민주당 의원들은 직권 남용이라는 이유로 대통령을 비판하기 시작했다.
2019년 9월 24일, 하원은 6개의 하원위원회가 이끄는 도널드 트럼프에 대한 공식적인 탄핵 조사를 시작했다. 결국 12월 18일, 하원은 도널드 트럼프 대통령을 탄핵 소추했다. 그러나 2020년 2월 5일, 공화당이 장악한 상원은 탄핵 소추안을 부결시켰다.

## 우크라이나
오바마 행정부 시절, 부통령인 조 바이든이 차남 헌터 바이든으로부터 우크라이나 최대 천연가스사 부리스마 홀딩스 경영진을 소개받았다. 헌터 바이든은 부리스마의 이사였다. 헌터 바이든이 바이든 부통령 시절에 우크라이나와 중국에 취업해 거액의 돈을 받았다. 트럼프 대통령은 바이든 전 부통령이 차남 헌터가 임원으로 근무중이던 우크라이나 천연가스 회사의 부패 사건을 덮기 위해, 직접 우크라이나 당국에 압박을 가했다고 주장했다.
트럼프는 바이든의 차남 헌터가 과거 아버지의 부통령직을 이용해 외국에서 수백만 달러를 벌어들였다고 주장한다.
2014년 2월, 대규모 반정부 시위가 일어나 친(親)러시아 성향 빅토르 야누코비치 대통령이 자리에서 물러나고 친서방 노선의 페트로 포로셴코 대통령이 당선됐다. 우크라이나 최대 천연가스사 부리스마 홀딩스는 대표적인 정경유착 기업이었는데, 대통령이 친러반미에서 반러친미에서 바뀌자, 큰 위기를 느꼈다.
2014년 5월 바이든의 외아들 헌터 바이든은 아무 연고 없던 우크라이나의 대형 에너지 기업 부리스마 홀딩스에 월 5만달러(약 6000만원)의 고액 연봉을 받는 사외이사 자리를 차지했다. 법무 부문 책임을 맡게 되었다. 헌터는 우크라이나 변호사는 아니고, 미국 변호사다. 당시 바이든 부통령은 미국의 우크라이나 정책을 총괄했다.
친러 정부에서 생태천연자원부 장관 등을 지냈던 부리스마 홀딩스의 설립자 미콜라 즐로체프스키는 장관 재직 시절 부리스마 홀딩스에 가스 채굴권 허가를 부적절하게 몰아줬다는 의심을 받았다. 영국은 즐로체프스키와 관련된 2300만달러(약 276억원) 규모의 런던 은행 계좌를 동결하고 우크라이나가 돈세탁 사건 수사를 할 수 있도록 조치했다. 우크라이나 검찰은 즉시 즐로체프스키가 공적 자금을 횡령했는지 여부를 자체 수사했다. 즐로체프스키는 끝까지 혐의를 부인했다.
2014년 12월, 미국 정부는 우크라이나 검찰에 서한을 보내 부리스마 홀딩스 수사에 대해 항의했다.
2015년 1월, 영국 법원은 결국 동결했던 즐로체프스키 은행 계좌를 풀어줬다.
2015년 4월, 부리스마 홀딩스의 바딤 포즈하르스키 고문이 헌터 바이든에게 이메일을 보냈다. "나를 워싱턴 DC에 초대하고 당신 아버지를 만날 기회를 줘서 고맙다"라는 내용이 포함됐다. 2020년 10월 대선 1차 토론에서 바이든은 아들은 아무 잘못이 없다고 말하자, 토론이 끝나고 트럼프측이 이메일을 공개했다. 바이든이 토론회에서 명백한 거짓말을 했다며 비난했다.
2016년 3월, 빅토르 쇼킨 검찰총장이 해임되었다. 빅토르 쇼킨 전 검찰총장은 바이든 전 부통령이 우크라이나 정부에 자신의 해임을 반복적으로 요구했다고 주장했다.
2016년에 종료된 부리스마에 대한 우크라이나 검찰의 조사는 헌터 바이든을 노린 것이 아니라 사주인 미콜라 즐로체프스키의 세금 탈루, 돈세탁, 배임 혐의에 대한 것이었다. 하지만 즐로체프스키는 기소되지 않았고 사건은 증거 불충분으로 종료됐다.
2018년, 외교관계위원회(CFR) 주최 모임에서 바이든은 "그 검찰총장이 해임되지 않으면 당신들은 돈을 받을 수 없다"고 말했다. 동영상을 트럼프측이 공개했다.
2018년, 바이든 전 부통령은 원조를 지렛대로 삼아 쇼킨 검찰총장의 해임을 압박한 사실을 기자회견에서 밝혔다. 그러나 아들과는 무관한 것이라고 주장했다.
부리스마 홀딩스는 헌터 바이든 변호사에게 직접 월급을 주지도 않았다. 헌터 바이든의 월급은 미콜라 즐로체프스키의 사업 파트너 중 하나인 데본 아처(Devon Archer)가 설립한 미국 회사인 로즈몬트 세네카를 통해 지급했다. 은행 기록에 따르면 로즈몬트 세네카가 부리스마 홀딩스로부터 자금을 받아 헌터 바이든 변호사에게 85만 달러(10억원) 이상을 지불했다.
2019년 4월, 헌터가 부리스마 홀딩스 이사에서 물러났다.
2020년 2월 27일, 우크라이나 법원이 빅토르 쇼킨 전 검찰총장의 해임 경위에 대한 수사를 결정했다.
2020년 5월, 안드리 데르카치 우크라이나 국회의원이 녹취록을 공개했다. 바이든 전 부통령이 2015년 말부터 2016년 초까지 당시 부통령으로서 빅토르 쇼킨 당시 우크라이나 검찰총장을 해임하라고 포로셴코 당시 우크라이나 대통령에게 압력을 행사하는 내용이 담겼다. 녹취물에서 바이든 전 부통령은 우크라이나에 대한 10억 달러 원조의 대가로 쇼킨 총장의 해임을 요구하고 유리 루트셴코를 후임자로 정하는 방안까지 논의했다.
2020년 5월 20일, 볼로디미르 젤렌스키 우크라이나 대통령은 바이든 전 부통령과 페트로 포로셴코 전 우크라이나 대통령의 대화가 담긴 4년 전 녹취물을 수사하라고 검찰에 지시했다.
바이든 전 부통령은 차남 헌터에 대한 우크라이나 검찰의 수사를 막기 위해 10억달러 상당의 미 정부 보증 대출을 무기로 압박을 가했다는 혐의를 받았다. 2016년 3월 현직 부통령이던 바이든 후보는 페트로 포로셴코 당시 대통령에게 10억 달러(약 1조1890억원) 대출에 대한 미국 정부의 보증을 철회할 것이라면서, 부리스마 비리를 수사하려던 빅토르 쇼킨 검찰총장의 해임을 요구했다는 의혹을 받고 있다. 실제로 빅토르 쇼킨 검찰총장은 해임되었으며, 수사는 중단되었다.
그러나, 트럼프측의 이런 주장은, 그냥 선거에서 이득일 볼 정도의 의혹제기 수준이지, 형사처벌의 유죄를 받을 만큼의 명백한 입증을 한 주장은 아니며, 바이든측은 모두 부인하고 있다.
바이든의 전직 측근들에 따르면 오히려 바이든은 즐로체프스키와 부리스마홀딩스에 대한 더 적극적인 수사를 요구했다. 우크라이나와 영국 수사당국의 수사를 지원했고, 미국의 자체 수사 방안도 검토한 것으로 전해졌다.
우크라이나 사건을 종합적으로 요약하면, 구소련에 속해있었고, 독립 이후에도 친러였던 우크라이나에 대규모 시위가 일어나 친미 대통령이 집권하자, 과거 친러 정부 시절 장관이자, 우크라이나 최대 가스회사 설립자를 부패 혐의로 숙청하려고 했다. 그러나 그 설립자가 미국 부통령이자 우크라이나 정책 최종 책임자 조 바이든의 아들 헌터 바이든 미국 변호사를 거액 연봉으로 채용해서, 숙청에 대해 방어하는데 성공했다. 이것은 엄청난 부패 스캔들이라는 주장을 트럼프가 하고 있지만, 조 바이든은 미국의 정책결정일 뿐이었지, 아들과 내가 부패했던게 아니라는 주장이다.

## 중국
2013년 바이든 부통령이 시진핑을 만날 때 헌터가 동행했고, 헌터가 이사로 재직 중이던 BHR사모펀드에 중국은행이 15억 달러나 투자하는 일이 생기면서 바이든이 영향력을 발휘한 것이 아니냐는 의심을 샀다.